# Розчин Люголя
Ро́зчин Люго́ля (лат. Solutio Lugoli) — комбінований препарат, розчин йоду у водному розчині йодиду калію. Утворений комплекс K[I3] добре розчиняється в воді. Названий на честь французького лікаря Жана Ґійома Оґюста Люґоля. Використовується водний і водногліцериновий розчин.
Склад гліцеринового розчину:
100 мл розчину містять: йоду — 1,0 г, калію йодиду — 2,0 г, гліцерину — 94.0 г
Допоміжні речовини: вода очищена.
Фармакотерапевтична група:	Антисептичні препарати
Частіше всього цей розчин використовують в медицині. Адже розчин Люголя з гліцерином має бактерицидну дію за рахунок вмісту в ньому вільного йоду. Препарат має протимікробну дію на грам-позитивні та грам-негативн бактерії, у тому числі на стрептококи, стафілококи, кишкову паличку, клебсієли, вульгарний протей. Розчин Люголя з гліцерином застосовують при різних запальних процесах слизових оболонок глотки та гортані — при хронічному ларингіті, тонзиліті, фарингіті. Препарат можна застосовувати як дорослим, такі дітям.

## Протипокази
Протипоказами до застосування розчину є: 
- підвищена чутливість до компонентів препарату;
- тяжкі захворювання печінки та нирок, виражена гіперфункція щитоподібної залози, декомпенсована серцева, ниркова або печінкова недостатність;
- дослідження або терапія радіоактивним йодом (за 2 тижні перед та після дослідження або терапії)[3].

Належні заходи безпеки при застосуванні — препарат не призначений для прийому внутрішньо. Не слід вдихати та/або ковтати препарат. З обережністю застосовувати при ларингіті через можливість ларингоспазму; при туберкульозі, геморагічних діатезах. Не допускати потрапляння препарату в очі. Не слід порушувати правила застосування лікарського засобу, це може зашкодити здоров'ю.